# 馬山金線魮
馬山金線魮又名馬山金線䰾（学名：Sinocyclocheilus mashanensis）为輻鰭魚綱鯉形目鲤科金线鲃属的其中一種，分布於亞洲中國廣西壯族自治區馬山縣地下河流域，本魚體延長且側扁，頭部扁平，呈鴨嘴狀，眼小，背部隆起，吻鈍，口亞下位，口裂呈馬蹄形，具觸鬚2對，體被鱗片，側線完整，側線鱗42-46枚，背鰭鰭條末端變硬，後緣具鋸齒，胸鰭長延伸至腹鰭起點，尾鰭分叉，魚鰭透明，體色淡黃色，體側無斑紋，棲息在地下溪流底中層水域，生活習性不明，可作為食用魚。

## 扩展阅读
維基物種上的相關：馬山金線魮